# Инаугурация
Инаугура́ция, или инавгура́ция (от лат. augures «авгур» через inauguro «гадать по полётам птиц») — ритуал торжественной церемонии вступления в должность главы государства. В основе ритуал заимствован из церемоний коронаций монархов, однако в современных монархиях коронация вытеснена менее формальной инаугурацией (за исключением Великобритании).

## Россия
В России до сих пор было 8 президентских инаугураций: Б. Н. Ельцин был инаугурирован 10 июля 1991 года как высшее должностное лицо советской власти в России — президент РСФСР в Кремлёвском дворце съездов; на второй срок уже как глава государства — президент Российской Федерации 9 августа 1996 года в том же дворце, причём церемония второй инаугурации Ельцина была сильно сокращена из-за состояния его здоровья.
В. В. Путин инаугурировался пять раз, 7 мая 2000 года, 7 мая 2004 года, 7 мая 2012 года, 7 мая 2018 года, 7 мая 2024 года в Андреевском зале Большого Кремлёвского дворца, перед стоящим там императорским троном; в ходе практически идентичной церемонии — Д. А. Медведев 7 мая 2008 года.
Во время инаугурации 10 июля 1991 года Ельцин произносил присягу, приложив руку к сердцу. Во время четырёх последних инаугураций президенты произносили присягу (33 слова, считая служебные, указанные в Конституции), положив руку на текст Конституции Российской Федерации и получали от председателя Конституционного суда Российской Федерации специальный знак президента России, похожий на орден «За заслуги перед Отечеством», однако не имеющий статуса государственной награды и изготовленный специально для использования в качестве одного из символов президентской власти в России. Если на Ельцина эти знаки были реально возложены, то Путин и Медведев предпочли не возлагать регалий: они были поставлены перед ними в раскрытом футляре.
Также новому президенту вручаются президентский штандарт, специальная копия конституции Российской Федерации и ядерный чемоданчик (ключ от управления всем ядерным потенциалом РФ).

## США
В соответствии с 1-й главой 2-й статьи Конституции США новоизбранный президент приносит присягу или даёт следующее торжественное обещание:

Я торжественно клянусь (или обещаю), что буду добросовестно выполнять обязанности президента Соединённых Штатов и в полную меру моих сил буду поддерживать, охранять и защищать Конституцию Соединённых Штатов.

Инаугурация президента и вице-президента США по традиции проводится публично перед Капитолием в Вашингтоне, привлекает большое число зрителей, по её случаю устраиваются торжественный парад и бал. До 1933 года включительно инаугурация (не считая случаев, когда президент вступал в должность с поста вице-президента) проходила 4 марта, а после внесения Двадцатой поправки к Конституции — 20 января.

## Другие страны
Американский протокол переняли многие страны мира. В большинстве государств дата инаугурации является переходящей, хотя кое-где она постоянна (обычно это страны с вице-президентской системой, где досрочное прекращение полномочий вследствие смерти или отставки главы государства не влечёт досрочных выборов). Например, в Мексике — это 1 декабря, в Бразилии — 1 января, в Колумбии — 7 августа, в Германии — 1 июля.
В некоторых европейских странах, где существует государственная религия (Греция), добавляется ещё одна обязательная часть церемонии — целование креста или Библии.

### Бразилия
Несмотря на то что в Конституции в качестве обязательной части инаугурации указана только президентская клятва, в течение дня проходит сразу несколько важных мероприятий: торжественный проезд по столице в открытом авто, сама присяга, военный парад и обязательное публичное назначение нескольких высших чиновников, среди которых министр юстиции и другие члены правительства.

### Италия
Инаугурационную речь президент начинает традиционной фразой: «Клянусь быть верным республике и во всем следовать Конституции». В Италии, где религиозный институт наделён большой силой и авторитетом, глава государства возлагает руку как на Конституцию, так и на Библию, что делают церемонию инаугурации похожей на аналогичную процедуру на Украине.

### Кот-д'Ивуар
Инаугурация напоминает аналогичную процедуру во Франции. Президенту вручают Национальный Орден Республики Кот-д’Ивуар учреждённый в 1961 году. Внешне он очень напоминает французский Орден Почётного легиона. Получая этот атрибут власти, президент республики становится также гроссмейстером ордена. Золотая цепь весом около 950 г создана французскими художниками и ювелирами. На центральном медальоне изображён герб республики, к нему прикрепляется орден из золота с белой и зелёной эмалью.

### Туркменистан
В Туркменистане к атрибутам инаугурации главы государства относятся белая кошма, на которой стоит президент, сачак (скатерть-дастархан с блюдами из национальной кухни) и колчан со стрелами, издревле символизирующие для туркмен благословение на добрый путь, благополучие и достаток, единение и сплочённость народа.

### Чехия
Особенность чешской инаугурации состоит в том, что малейшая запинка или отступление от текста присяги — является основанием для немедленной отмены результатов выборов и назначения новых, это прямо указано в Конституции страны. До сих пор такого не случалось.

### Финляндия
В Финляндии президент вместе с должностью получает высшую государственную награду — Орден Белой Розы I степени. Орден введён в обращение в 1919 году, его учредителем был регент Финляндии генерал Карл Густав Маннергейм, который приложил руку к проекту ордена. «На цепи висело восемь геральдических роз… Я решил, что розы должны символизировать не восемь губерний, а девять исторических провинций страны, гербы которых, со времён Юхана III, составляли герб Финляндии. Поэтому я добавил к цепи девятую розу, которая стала символизировать Аландские острова», — писал Маннергейм в мемуарах. Кроме розеток, двойная золотая цепь коллара скреплена двенадцатилистниками. На их месте до 1963 года были расположены свастики — «кресты свободы» (по-фински — «гакаристи» или «хакаристи»), традиционные древнефинские символы. Финляндия — единственная страна, где официально не отменено употребление свастики, которая по-прежнему входит в президентский штандарт.

### Франция
Для многих европейских стран эталоном инаугурации послужила французская схема. Традиционно новый глава французского государства получает знаки президентского отличия (принадлежащие ему как великому магистру ордена Почётного легиона) и «ядерный код». Заканчивается церемония салютом (21 артиллерийский выстрел) и краткой речью нового президента. В отличие от многих других стран, во Франции президент не произносит присяги.

### Украина
На Украине президенту во время инаугурации вручают три символа власти — булаву, нагрудную цепь и печать. Президент даёт присягу кладя руку на Пересопницкое Евангелие и конституцию страны.

### Эстония
Эстонский знак президентской власти — Орден государственного герба высшей степени, по закону вручается вместе с президентскими полномочиями, он существует в единственном экземпляре и не подлежит дарению. Созданный в 1936 году этот орден был изъят у президента Константина Пятса в 1941 году во время отступления советских войск из Эстонии. С 1963 года он хранится в Оружейной палате Московского Кремля и несмотря на многократные просьбы и требования эстонского правительства, историческая регалия не возвращена на родину. Сегодня президент Эстонии использует копию ордена, выполненную в 2008 году фирмами ARS Vasetood, Miniplast Pluss и Roman Tavast. На сегодняшний день это единственный случай в мире когда президентская регалия хранится за границей хотя официально должна использоваться при инаугурации.

### Южная Корея
Инаугурация президентов в Южной Корее проводится перед зданием однопалатного парламента страны — Национального собрания, под открытым небом при стечении большого числа гостей. Их рассаживают на складных стульях перед трибуной, с которой выступает новый глава государства. На случай дождя каждому гостю выдаётся полиэтиленовый плащ.

## См.также
- Инаугурация в словаре масонских терминов